# Kryptoklid
Kryptoklid (Cryptoclidus eurymerus) – plezjozaur z rodziny kryptoklidów.
Ten morski gad był lepiej przystosowany do życia na lądzie niż inne plezjozaury. Odkryto go w Anglii, Francji, Rosji i Ameryce Południowej. Kryptoklid miał bardzo mocne zęby; mógł łapać nimi nawet pterozaury (np. pterodaktyle, które żyły w tym samym czasie i miejscu). Do tej pory odnaleziono kilka kompletnych szkieletów. Jego nazwa rodzajowa oznacza "ukryty obojczyk". Żył w późnej jurze, około 165-150 mln lat temu. Mierzył 8 m. i ważył 9 t.
Poczta Polska wyemitowała 5 marca 1965 r. znaczek pocztowy przedstawiający kryptoklida o nominale 30 groszy, w serii Zwierzęta prehistoryczne. Autorem projektu znaczka był Andrzej Heidrich. Znaczek pozostawał w obiegu do 31 grudnia 1994 r..

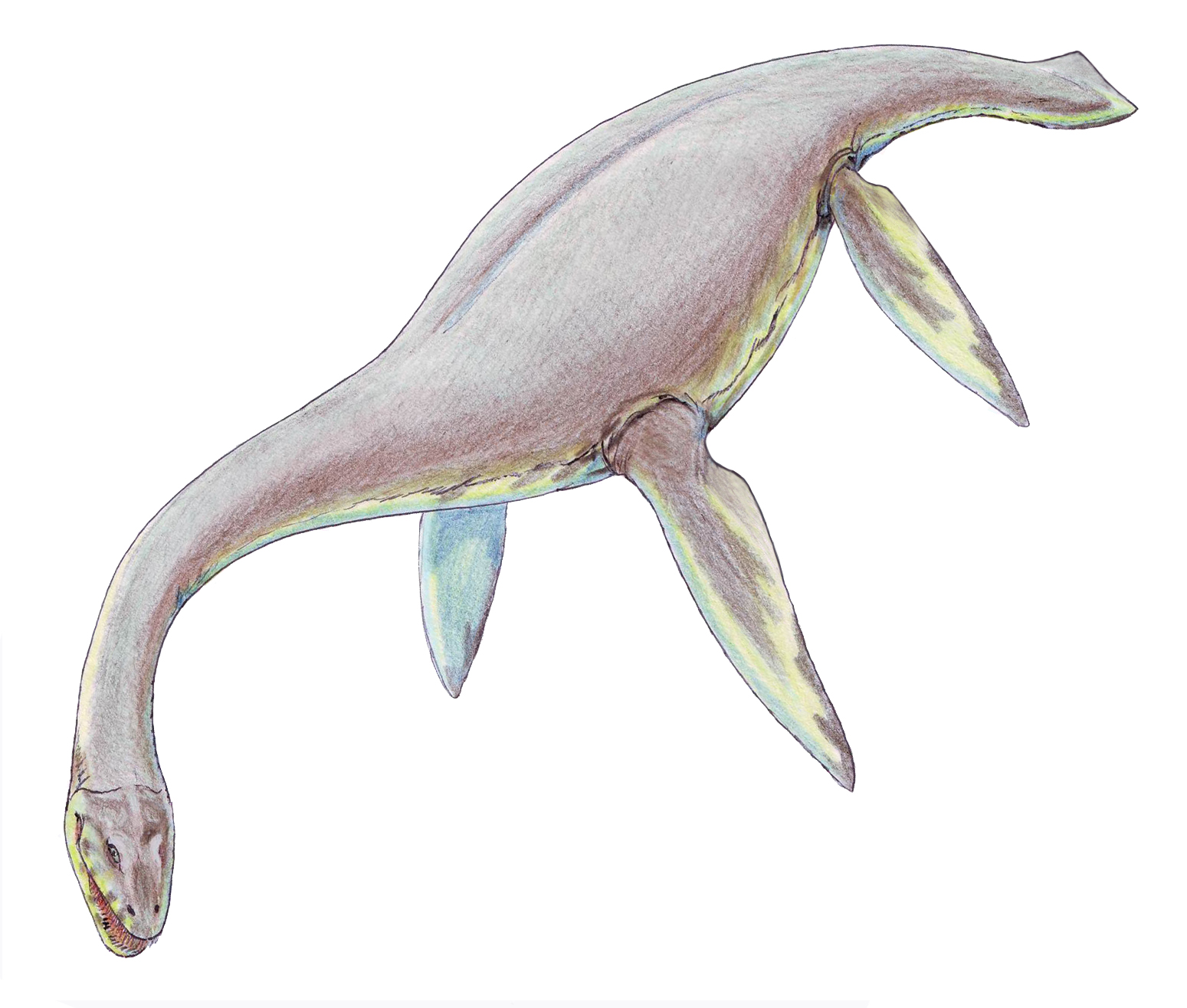
Cryptoclidus eurymerus